# 宇佐高校前駅
宇佐高校前駅（うさこうこうまええき）は、かつて大分県宇佐郡宇佐町（現・宇佐市）にあった大分交通宇佐参宮線の駅（廃駅）である。

## 概要
1916年（大正5年）3月1日に全線開業した宇佐参宮線の橋津駅 - 宇佐八幡駅間に1958年（昭和33年）に開業。大分県立宇佐高等学校の最寄駅であった。1965年（昭和40年）8月21日の宇佐参宮線の全線廃止に伴い廃止された。

## 歴史
- 1958年（昭和33年）：開業。
- 1965年（昭和40年）8月21日：宇佐参宮線全線廃止に伴い廃止。

## 駅周辺
- 大分県立宇佐高等学校
- 国道10号
- 大分交通・大交北部バス「宇佐高校前」停留所
- 寄藻川

## 現状
駅跡は道幅が狭い道路となった。この道路は寄藻川に沿う箇所がある。

## 隣の駅
大分交通
宇佐参宮線
橋津駅 - 宇佐高校前駅 - 宇佐八幡駅